# Facundo Tello
Facundo Raúl Tello Figueroa, né le 4 mai 1982 à Bahía Blanca, est un arbitre argentin de football.
Il appartient au groupe d'arbitres qui officie principalement dans le championnat argentin de première division depuis 2013. Depuis 2019, il peut également arbitrer des matchs internationaux de la FIFA.

## Biographie
En 2019, Tello figure dans la liste des arbitres internationaux de la FIFA et officie en tant que 4e arbitre officiel lors du Championnat sud-américain U-20 au Chili. En 2019, il arbitre la finale de la Copa Argentina au cours de laquelle Central Cordoba a perdu 3-0 contre River Plate.
En novembre 2022, il arbitre le trophée des champions de ligue professionnelle argentine entre Boca Juniors et le Racing Club. Dans ce match, il sort un total de 10 cartons rouges, dont sept contre des joueurs de Boca, de sorte que le match a dû être abandonné juste avant la fin des prolongations lorsque le score était de 1-2, car Boca n'avait plus que cinq joueurs sur le terrain.
Il fait partie de la liste des arbitres retenu pour la Coupe du monde de football 2022 ; après deux rencontres en phase de poule, il est désigné pour diriger le quart de finale Maroc-Portugal.